# Pia
För andra betydelser, se Pia (olika betydelser).

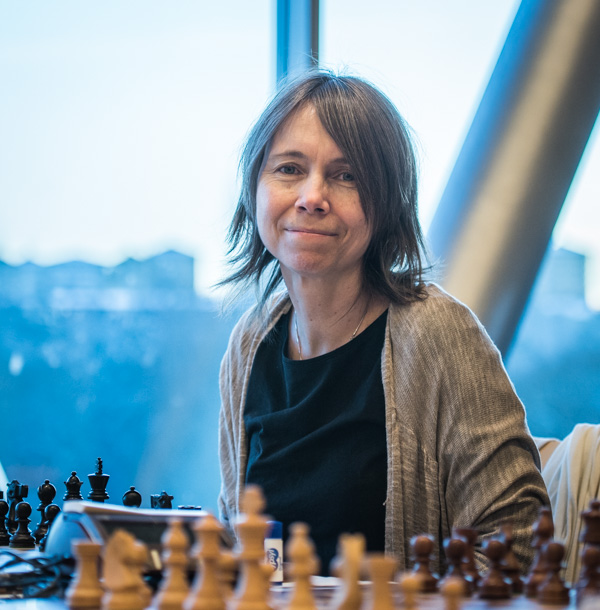
Pia Cramling, 2015.

Kvinnonamnet Pia kommer ifrån latinets pius som betyder "from".
Pia var ett modenamn på 1950- och 1960-talet.  31 december 2008 fanns totalt 23 239 personer i Sverige med namnet Pia varav 17 390 med det som tilltalsnamn. År 2003 fick 44 flickor namnet, varav 1 fick det som tilltalsnamn.
Äldsta belägg i Sverige, år 1848. 
Namnsdag i Sverige: 22 februari, (1986–1992: 12 december, 1993–2000: 20 november). I den finlandssvenska namnsdagslängden har Pia namnsdag 28 december sedan 1973.

## Personer med namnet Pia
- Pia Arnell, skådespelare
- Maria-Pia Boëthius, författare, journalist och debattör
- Pia Brandelius, journalist
- Pia Cramling, internationell stormästare i schack
- Pia Degermark, skådespelare
- Pia Gjellerup, dansk politiker och advokat
- Pia Green, skådespelare
- Pia Hansen, sportskytt
- Pia Hultgren, meteorolog
- Pia Johansson, skådespelare, komiker, radio- och TV-underhållare, föreläsare och moderator
- Pia Kjærsgaard, dansk politiker
- Pia Lindström, svensk-amerikansk journalist, programledare och skådespelare
- Pia Rydwall, skådespelare
- Pia Skoglund, skådespelare
- Pia Sundhage, fotbollstränare och före detta fotbollsspelare
- Pia Tafdrup, dansk författare
- Pia Zadora, amerikansk sångerska och skådespelare
- Pia Örjansdotter, skådespelare